# Natalia Streignard
Natalia Bárbara Martínez Streignard Negri (Madrid, 9 de septiembre de 1970) es una ex actriz, exreina de belleza, modelo y presentadora de televisión venezolana. Participó en el Miss Venezuela 1992, donde obtuvo el puesto de segunda finalista y fue designada por Osmel Sousa como la representante de Venezuela en el Miss Turismo Internacional y Model of the World.
Es conocida por protagonizar las telenovelas Sol de tentación, de 1996; La mujer de mi vida, de 1998; Mi gorda bella, de 2002; ¡Anita, no te rajes!, de 2004 y la telenovela colombiana de 2005 La Tormenta.

## Biografía
Su madre era de nacionalidad argentina y su padre venezolano de origen alemán. Cuando cumplió los tres años de edad, su familia emigró a Venezuela. Streignard participó en el certamen de belleza Miss Venezuela 1992, quedando como 2.ª finalista y de la mano de Osmel Sousa, el Zar de la Belleza, representó a Venezuela en los certámenes de belleza internacionales Miss Turismo Internacional, en Ibiza, España y el Model of the World.
Su carrera profesional empezó poco después, con la interpretación de papeles principales y secundarios en varias telenovelas producidas por cadenas venezolanas.
Entre las producciones en las que ha participado, se cuentan Pedacito de cielo (Marte Televisión, 1994), la cual fue su primera telenovela; luego vino su primer antagónico, Dulce enemiga (Venevisión, 1995), lo que le valió su primer rol protagónico, Sol de tentación (Venevisión, 1996) y alcanzó el éxito internacional con La mujer de mi vida, lo que la convirtió en estrella internacional, en el año 2000 viaja a México para participar en la telenovela Mi destino eres tú para la cadena Televisa.
En el año 2001, Natalia regresa a Venezuela para participar en La niña de mis ojos para la cadena RCTV. Al terminar el rodaje, le ofrecieron un papel en la telenovela Mi gorda bella, en 2002, junto con el actor colombiano Juan Pablo Raba, también en RCTV, protagonizando a Valentina Villanueva, la gorda bella y su antagonista, Hilda Abrahamz.
En 2004, fue antagonista en la telenovela ¡Anita, no te rajes!, con los protagonistas Ivonne Montero y Jorge Enrique Abello, que fue filmada al sur de la Florida en Miami.
Desde 2005 hasta 2006, actuó en la telenovela La Tormenta, protagonizando como María Teresa Montilla junto con el actor peruano Christian Meier, las villanas Natasha Klauss y Kristina Lilley, siendo un éxito a nivel internacional.
La última participación de Streignard en una telenovela fue en 2008 como protagonista de El juramento para la cadena Telemundo.

## Vida personal
Streignard estuvo casada con el actor cubano Mario Cimarro (al que conoció mientras filmaban La mujer de mi vida) entre 1999 y 2006. La pareja se divorció tras finalizar las grabaciones de La Tormenta, según ella, por motivos laborales diversos.
En 2008 contrajo matrimonio con el empresario Donato Calandriello, con quien tiene 3 hijos: Jacques (2011), Gia (2014) y Gianni (2017).

## Filmografía

### Telenovelas
| Año         | Título               | Personaje                                               | Rol                    |
| ----------- | -------------------- | ------------------------------------------------------- | ---------------------- |
| 1994        | Pedacito de cielo    | Angelina                                                | Protagonista           |
| 1995 - 1996 | Dulce enemiga        | María Laura Andueza Santacruz / Anduenza Cardozo        | Villana principal      |
| 1996 - 1997 | Sol de tentación     | Sol Romero de Santa-Lucía / Ariadna Millán              | Protagonista           |
| 1998 - 1999 | La mujer de mi vida  | Bárbara Barbarita Ruiz de Thompson                      | Protagonista           |
| 2000        | Mi destino eres tú   | Sofía Devesa Leyva                                      | Antagonista            |
| 2001 - 2002 | La niña de mis ojos  | Isabel Díaz Antoni de Rondón                            | Antagonista            |
| 2001        | Soledad              | Deborah Gutiérrez                                       | Actuación especial     |
| 2002 - 2003 | Mi gorda bella       | Valentina Villanueva Lanz / Bella de la Rosa Montiel    | Protagonista           |
| 2004        | ¡Anita, no te rajes! | Ariana Dupont Aristizábal de Contreras                  | Villana principal      |
| 2005 - 2006 | La Tormenta          | María Teresa Montilla Marrero / Ángela Montilla Marrero | Protagonista           |
| 2005 - 2007 | Decisiones           | Laura / Raquel                                          | Participación especial |
| 2008        | El juramento         | Andrea Robles-Conde de De Landeros                      | Protagonista           |